# Gemeindedualismus
Als Gemeindedualismus wird in der Schweiz eine verfassungsrechtliche Errungenschaft der Helvetischen Republik (1798–1803) bezeichnet. Es handelt sich um die parallele Existenz zweier Arten von Gemeinden, der Ortsgemeinde und der Munizipalgemeinde.
Von diesem echten Gemeindedualismus rückten die meisten Schweizer Kantone bald wieder ab, so z. B. der Kanton Zürich mit der Verfassung von 1869 und dem kantonalen Gemeindegesetz von 1875 (vgl. Zivilgemeinde).
Im Kanton Thurgau hielt man jedoch an dem vom helvetischen Einheitsstaat eingeführten Nebeneinander von Munizipalgemeinden (ursprünglich nur für verfassungsmässige Aufgaben wie Polizeiwesen, Zivilstandswesen, Beurkundung und Vormundschaftspflege) und Ortsgemeinde (ursprünglich für alle materiellen Gemeindeaufgaben) auf dem gleichen Territorium fest. Mit der neuen Thurgauer Kantonsverfassung von 1987 wurden zwischen 1993 und 1999 alle damals im Kanton noch bestehenden Orts- und Munizipalgemeinden zur Vereinigung verpflichtet, sodass es im Kanton ab dem Jahr 2000 noch 80 politische Gemeinden gab.